# メガシャキ
メガシャキは、ハウスウェルネスフーズ（2013年9月まではハウス食品）が販売している栄養ドリンク・炭酸飲料・ガムである。

## 概要
2009年3月発売。ハウス食品が「ウコンの力」（2004年5月）「ニンニクの力」に続いて発売した機能性飲料の第3弾で、ショウガや唐辛子を配合した炭酸飲料である。商品名は、メガ（百万倍、「物凄く」を表現）、気分が「シャキッと」することに由来する。派生商品として、ショウガや唐辛子など、飲料と共通の成分に、口内で発泡する粉末を加えて炭酸飲料の風味を再現したチューインガム「メガシャキガム」（2013年1月発売）や、クロシンを配合した非炭酸飲料「ギガシャキ」（2013年7月発売）がある。
2014年8月にはソフト99コーポレーションとのコラボレーション製品「メガシャキ芳香剤」が発売された。

## 商品一覧
- メガシャキ[9]（炭酸飲料）
- メガシャキガム（チューイングガム）
- ギガシャキ[10]（清涼飲料水）

## CM
発売当初の2009年には俳優の北村一輝が出演するCMが放送された。なお、当時のCMソングは『ラ・バンバ』や『あめふり』の替え歌が使用されていた。
2011年にはインディーズバンド、ゴールデンボンバーが2009年に発売した楽曲『女々しくて』を替え歌『眠たくて』としてCMに使用、その後同曲は息の長いヒットを記録した。
2012年夏からは乃木坂46が起用され、2013年に発売されたメガシャキガムのCMにも出演した。CMソングには『シャキイズム』、『走れ!Bicycle』、『ロマンスのスタート』。
2015年4月より、俳優の鈴木亮平を起用。CMソングにはキュウソネコカミの『MEGA SHAKE IT!』。